# Dr.-Karl-Renner-Hof

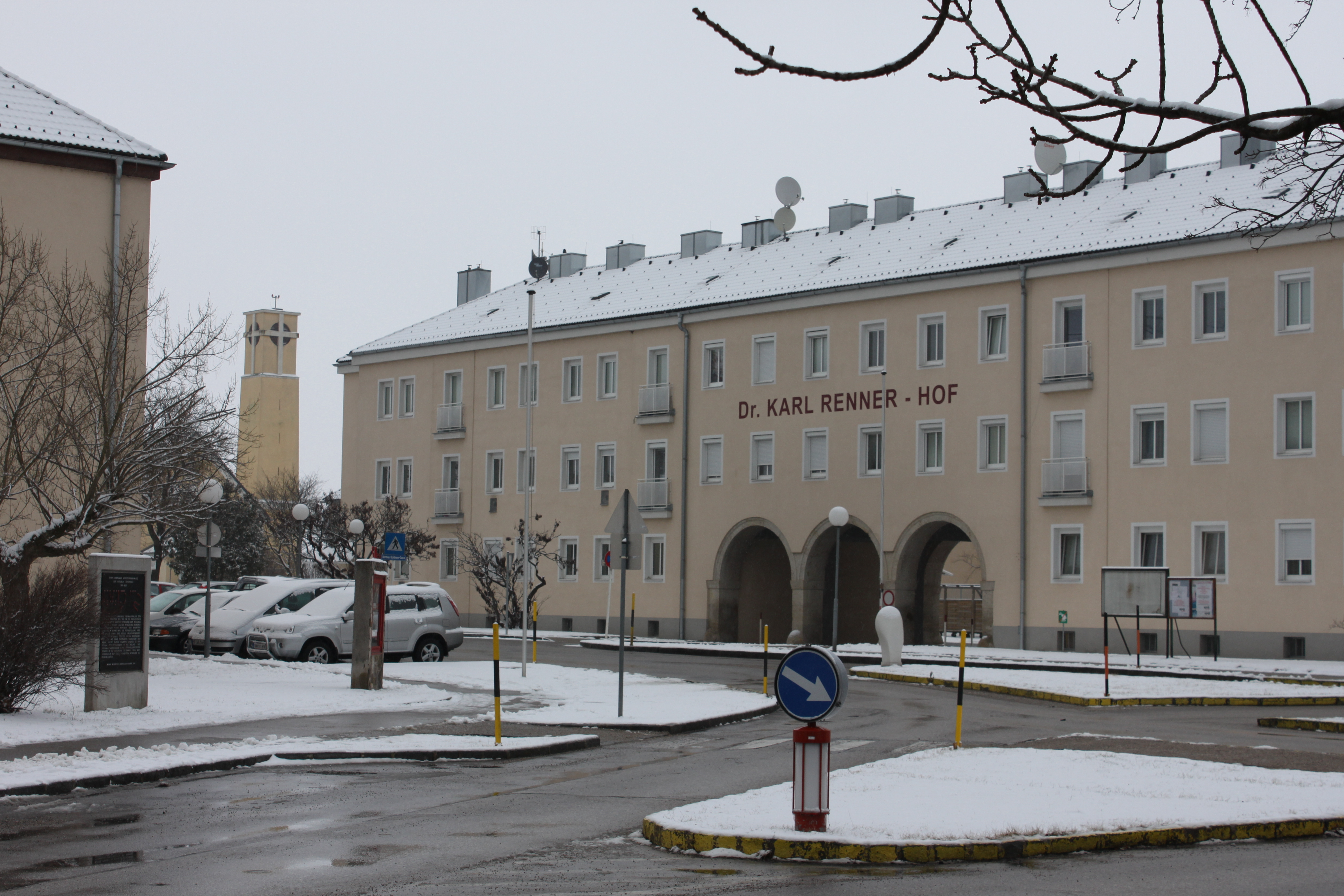
Ansicht Wöllersdorfer Straße, im Hintergrund der Kirchturm der Pfarrkirche St. Anton am Flugfeld

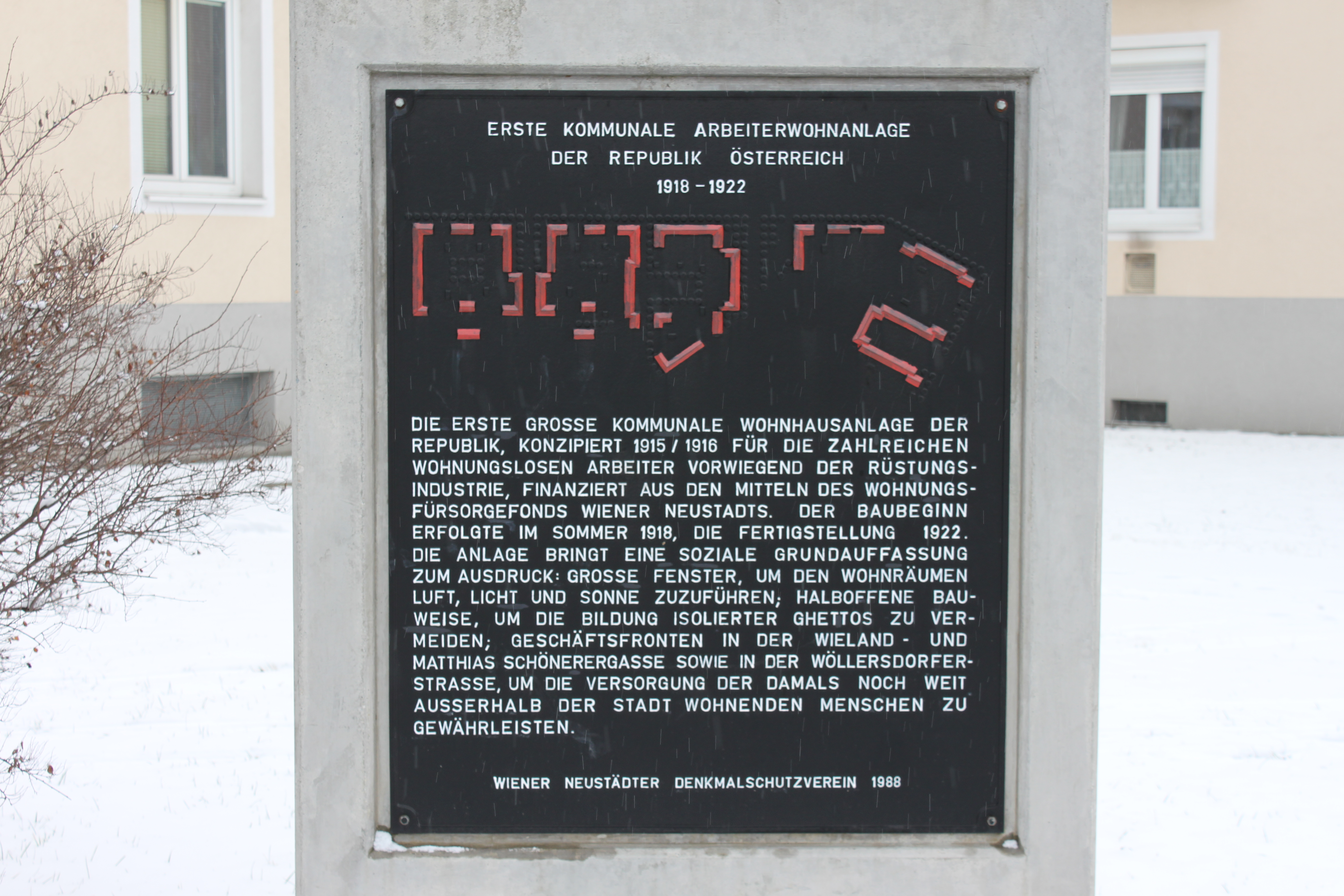
Lageplan mit Beschreibung

Der Dr.-Karl-Renner-Hof, davor Wohnhausanlage am Flugfeld, ist die erste kommunale Wohnhausanlage der Republik Österreich, und wurde nach dem Republiksgründer Karl Renner benannt. Der Gemeindebau steht in Wiener Neustadt im Stadtteil Flugfeld am Flugfeldgürtel.
Die weitläufige Wohnhausanlage wurde von den Architekten Siegfried Theiss und Hans Jaksch in den Jahren 1915 und 1916 für die Arbeiter der Rüstungsindustrie entworfen und von 1918 bis 1922 errichtet. Dabei wurden modernste Erkenntnisse des sozialen Wohnbaus angewandt, wie große Fenster, halboffene Bauweise und Infrastruktur mit Geschäftsfronten in der Wielandgasse und Matthias-Schönerer-Gasse. Die dreigeschoßigen Wohngebäude sind schlicht gehalten und teils mit Art-déco-Elementen geschmückt, ein Fassadenschmuck, welcher nach 1945 teils reduziert wurde. Die Wielandgasse wurde auf das Portal der Fliegerkaserne ausgerichtet.